# Pegmatita

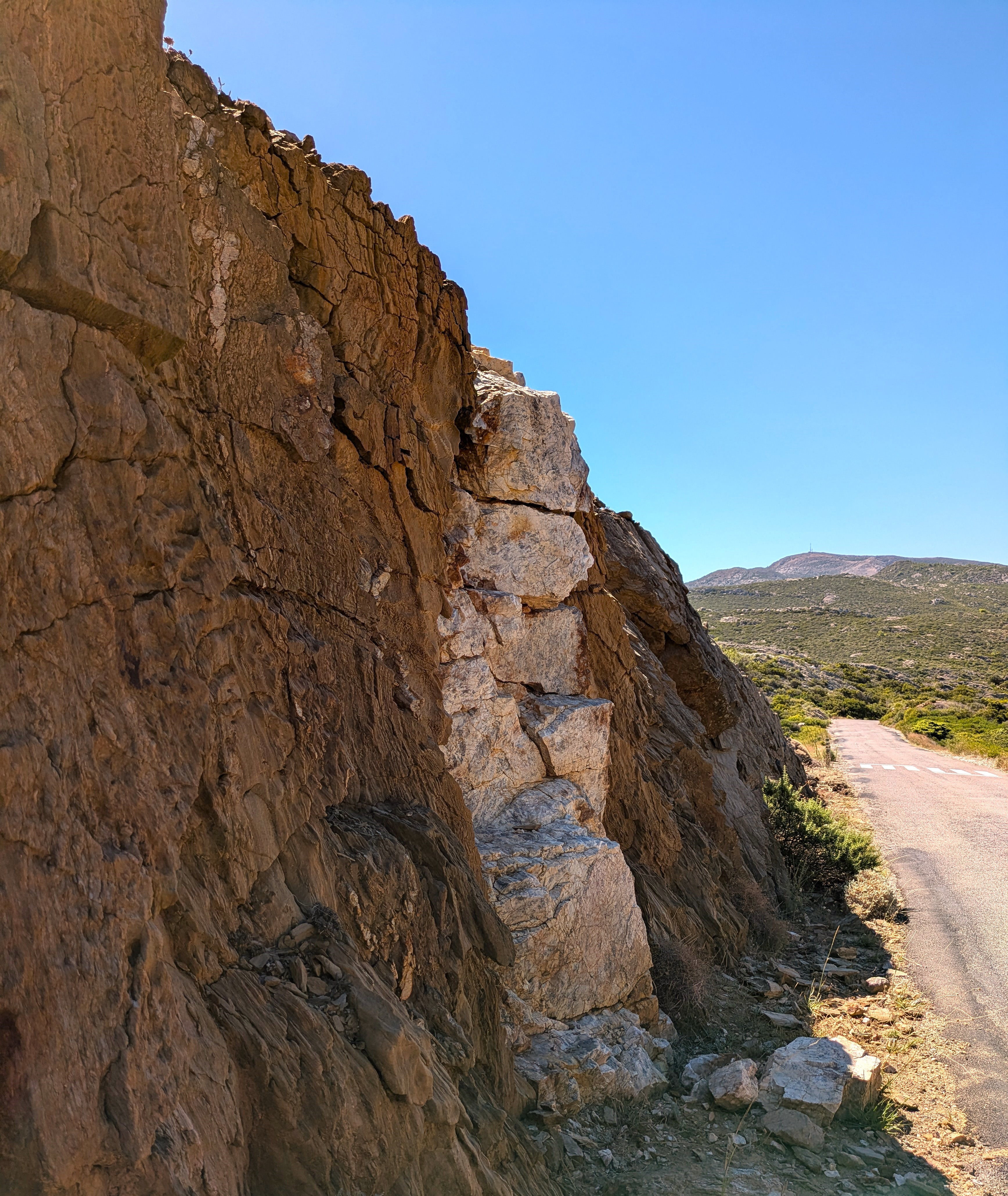
Dic de pegmatita herciniana introduït a l'esquist precambrià, Cap de Creus peninsula.

La pegmatita és una roca ígnia que té una mida de gra que ronda els 20 mm. Les roques amb aquesta mida de gra són anomenades pegmatites. La majoria de les pegmatites estan compostes per granit, que conté quars, feldespat i mica. Les pegmatites són importants atès que contenen minerals poc freqüents a la terra i també pedres precioses, com ara aiguamarina, turmalina, topazi, fluorita i apatita. De vegades es troben barrejades amb minerals compostos per estany i tungstè.
Els minerals amb una textura cristal·lina i grànuls, que tenen cristalls grans són el resultat d'un refredament lent del magma, i que els que tenen cristalls més petits són el resultat de refredaments més ràpid del magma. Tanmateix, la pegmatita és una excepció a aquesta regla.
La forma més comuna de trobar aquest mineral és a les intrusions granítiques. Poden formar bosses que continguen boniques formacions cristal·lines. Això és perquè els cristalls són lliures de créixer en l'espai de la borsa sense distorsionar.
Aquest mineral està format per magma refredat ràpidament, de vegades en qüestió de dies. De vegades, apareix en forma de dics o sills. Per raons encara desconegudes, aquesta roca pot desenvolupar grans vidres malgrat el seu relatiu ràpid refredament. La hipòtesi més estudiada seria l'acció de l'aigua, que és molt important en tots els processos de cristal·lització.
Malgrat el seu ràpid refredament, la pegmatita pot tenir grans cristalls, de vegades arriben a mesurar diversos metres de llarg. L'acció de l'aigua pot concentrar elements poc comuns en la pegmatita. Així doncs, no és massa estrany trobar minerals poc freqüents o pedres precioses. La pegmatita és per tant una font de minerals poc freqüents com la columbita o la tantalita.